# Francisco Pareja
Francisco Pareja (muerto el 25 de enero de 1628) fue un misionero español en la Florida Española. Fue conocido ante todo por su labor de lingüista: desarrolló un sistema escrito para el timucua y publicó en 1612 el primer libro en un idioma americano, un catecismo en español y timucua. De 1612 a 1627 publicó varias obras en español y timucua para su uso por parte de sus compañeros misioneros.

## Biografía
Pareja probablemente nació en Auñón, en Guadalajara, España, aunque se desconoce cuándo nació. Habría estudiado en una escuela y seminario allí.
Pareja viajó a la Florida española (actual Florida, EE. UU.) con otros once franciscanos con el fin de establecer el sistema de misiones para la evangelización de los indígenas. Fundó el convento franciscano de Santa Elena, capital de La Florida hasta 1587. Llegaron a San Agustín en 1593 o comienzos de 1594, donde el padre Pareja fundó la primera iglesia en los actuales Estados Unidos. 
Pareja trabajó como misionario en la costa occidental de la península, en particular en San Juan del Puerto, la misión de los Saturiwa. La misión estaba en lo que ahora es la isla Fort George cerca de la desembocadura del río San Juan en lo que ahora es Jacksonville. 
En su último puesto, Pareja se unió a la Providencia del Sagrado Evangelio en México. Murió en México en 1628.

## Obras
Pareja es conocido por haber publicado los primeros libros de una lengua indígena en lo que ahora son los Estados Unidos. Publicó varios libros entre 1612 y 1627 en timucua y castellano. Sus obras conocidas son: 
- Catecismo en lengua castellana y timuquana (México, 1612);
- Catecismo y breve exposición de la doctrina cristiana (México, 1612);
- Confesionario en lengua castellana y timuquana (México, 1613);
- Gramática de la lengua timuquana de Florida (México, 1614);
- Catecismo de la doctrina cristiana en lengua timuquana (México, 1617);
- Catecismo y examen para los que comulgan, en lengua castellana y timuquana (México, 1627).